# David Hornsby
David Alan Hornsby (Newport News, 1º dicembre 1975) è un attore e sceneggiatore statunitense.

## Biografia
Cugino del musicista Bruce Hornsby. È cresciuto a Houston, in Texas, e si è laureato in recitazione all'Università Carnegie Mellon.
È apparso in film come Pearl Harbor, Minority Report e Flags of Our Fathers. Ha creato la sitcom della CBS Come essere un gentleman, di cui è stato l'attore protagonista, sceneggiatore e produttore. Ha co-scritto, creato e prestato la voce al cartone animato di FX Unsupervised.
Dal 2006 al 2023, ha avuto un ruolo ricorrente nella serie C'è sempre il sole a Philadelphia, di cui è anche produttore esecutivo e sceneggiatore.
Dal 2020 al 2025 è stato tra i protagonisti della serie Mythic Quest, di cui è stato anche sceneggiatore e produttore esecutivo.

## Vita privata
È sposato dal 2010 con l'attrice Emily Deschanel. Dal loro matrimonio sono nati due figli.

## Filmografia

### Cinema
- Pearl Harbor, regia di Michael Bay (2001)
- Minority Report, regia di Steven Spielberg (2002)
- Fuga dal Natale (Christmas with the Kranks), regia di Joe Roth (2004)
- Flags of Our Fathers, regia di Clint Eastwood (2006)
- Aliens vs. Predator 2 (Aliens vs. Predator: Requiem), regia di Greg e Colin Strause (2007)
- Pretty Bird - La vera storia del Jet Pack! (Pretty Bird), regia di Paul Schneider (2008)

### Televisione
- E.R. - Medici in prima linea (ER) – serie TV, un episodio (1999)
- Six Feet Under – serie TV, 7 episodi (2003)
- The Mullets – serie TV, 11 episodi (2003-2004)
- Jake in Progress – serie TV, 17 episodi (2005-2006)
- Threshold – serie TV, 2 episodi (2005-2006)
- West Wing - Tutti gli uomini del Presidente (The West Wing) – serie TV, un episodio (2006)
- C'è sempre il sole a Philadelphia (It's Always Sunny in Philadelphia) – serie TV, 25 episodi (2006-2023)
- Come essere un gentleman (How to Be a Gentleman) – serie TV, 9 episodi (2011-2012)
- Hello Ladies – serie TV, 2 episodi (2013)
- Bones – serie TV, un episodio (2013)
- The Goldbergs – serie TV, 3 episodi (2014-2019)
- New Girl – serie TV, episodio 6x08 (2016)
- Baskets – serie TV, 2 episodi (2016-2017)
- Idiotsitter – serie TV, 4 episodi (2017)
- Good Girls – serie TV, 15 episodi (2018-2020)
- Mythic Quest – serie TV, 36 episodi (2020-2025)

### Doppiaggio
- Fanboy & Chum Chum – serie animata, 52 episodi (2009-2012)
- Sanjay and Craig – serie animata, 5 episodi (2015)
- Ben 10 – serie animata, 14 episodi (2016-2018)
- Benvenuti al Wayne (Welcome to the Wayne) – serie animata, 7 episodi (2017-2019)
- We Bare Bears - Siamo solo orsi (We Bare Bears) – serie animata, un episodio (2018)
- DC Super Hero Girls – serie animata, 2 episodi (2021)
- Un piccolo Batman per un grande Bat-Natale (Merry Little Batman), regia di Mike Roth (2023)

## Doppiatori italiani
Nelle versioni in italiano delle opere in cui ha recitato, David Hornsby è stato doppiato da:
- Andrea Lavagnino in Jake in Progress
- Luigi Morville in Pretty Bird - La vera storia del Jet Pack!
- Emiliano Coltorti in Come essere un gentleman
- Luca Graziani in New Girl
- Fabrizio Dolce in The Goldbergs
- Edoardo Lomazzi in Good Girls
- Alessandro Rigotti in Mythic Quest